# 1871年
1871年（1871 ねん）は、西暦（グレゴリオ暦）による、日曜日から始まる平年。

## 他の紀年法
- 干支：辛未
- 日本（天保暦）
  - 明治3年11月11日 - 明治4年11月20日
  - 皇紀2531年
- 清：同治9年11月11日 - 同治10年11月20日
- 朝鮮
  - 李氏朝鮮・高宗8年
  - 檀紀4204年
- 阮朝（ベトナム）：嗣徳23年11月11日 - 嗣徳24年11月20日
- 仏滅紀元：2413年 - 2414年
- イスラム暦：1287年10月8日 - 1288年10月18日
- ユダヤ暦：5631年4月8日 - 5632年4月19日
- 修正ユリウス日(MJD)：4428 - 4792
- リリウス日(LD)：105269 - 105633

※皇紀は、太陽暦採用と共に1873年に施行された。

※檀紀は、大韓民国で1948年9月25日に法的根拠を与えられたが、1961年年号廃止の法令を制定に伴い、1962年1月1日からは公式な場での使用禁止。

## カレンダー
| 1月 |    |    |    |    |    |    |
| 日  | 月 | 火 | 水 | 木 | 金 | 土 |
| 1   | 2  | 3  | 4  | 5  | 6  | 7  |
| 8   | 9  | 10 | 11 | 12 | 13 | 14 |
| 15  | 16 | 17 | 18 | 19 | 20 | 21 |
| 22  | 23 | 24 | 25 | 26 | 27 | 28 |
| 29  | 30 | 31 |    |    |    |    |
|     |    |    |    |    |    |    |

| 2月 |    |    |    |    |    |    |
| 日  | 月 | 火 | 水 | 木 | 金 | 土 |
|     |    |    | 1  | 2  | 3  | 4  |
| 5   | 6  | 7  | 8  | 9  | 10 | 11 |
| 12  | 13 | 14 | 15 | 16 | 17 | 18 |
| 19  | 20 | 21 | 22 | 23 | 24 | 25 |
| 26  | 27 | 28 |    |    |    |    |
|     |    |    |    |    |    |    |

| 3月 |    |    |    |    |    |    |
| 日  | 月 | 火 | 水 | 木 | 金 | 土 |
|     |    |    | 1  | 2  | 3  | 4  |
| 5   | 6  | 7  | 8  | 9  | 10 | 11 |
| 12  | 13 | 14 | 15 | 16 | 17 | 18 |
| 19  | 20 | 21 | 22 | 23 | 24 | 25 |
| 26  | 27 | 28 | 29 | 30 | 31 |    |
|     |    |    |    |    |    |    |

| 4月 |    |    |    |    |    |    |
| 日  | 月 | 火 | 水 | 木 | 金 | 土 |
|     |    |    |    |    |    | 1  |
| 2   | 3  | 4  | 5  | 6  | 7  | 8  |
| 9   | 10 | 11 | 12 | 13 | 14 | 15 |
| 16  | 17 | 18 | 19 | 20 | 21 | 22 |
| 23  | 24 | 25 | 26 | 27 | 28 | 29 |
| 30  |    |    |    |    |    |    |
|     |    |    |    |    |    |    |

| 5月 |    |    |    |    |    |    |
| 日  | 月 | 火 | 水 | 木 | 金 | 土 |
|     | 1  | 2  | 3  | 4  | 5  | 6  |
| 7   | 8  | 9  | 10 | 11 | 12 | 13 |
| 14  | 15 | 16 | 17 | 18 | 19 | 20 |
| 21  | 22 | 23 | 24 | 25 | 26 | 27 |
| 28  | 29 | 30 | 31 |    |    |    |
|     |    |    |    |    |    |    |

| 6月 |    |    |    |    |    |    |
| 日  | 月 | 火 | 水 | 木 | 金 | 土 |
|     |    |    |    | 1  | 2  | 3  |
| 4   | 5  | 6  | 7  | 8  | 9  | 10 |
| 11  | 12 | 13 | 14 | 15 | 16 | 17 |
| 18  | 19 | 20 | 21 | 22 | 23 | 24 |
| 25  | 26 | 27 | 28 | 29 | 30 |    |
|     |    |    |    |    |    |    |

| 7月 |    |    |    |    |    |    |
| 日  | 月 | 火 | 水 | 木 | 金 | 土 |
|     |    |    |    |    |    | 1  |
| 2   | 3  | 4  | 5  | 6  | 7  | 8  |
| 9   | 10 | 11 | 12 | 13 | 14 | 15 |
| 16  | 17 | 18 | 19 | 20 | 21 | 22 |
| 23  | 24 | 25 | 26 | 27 | 28 | 29 |
| 30  | 31 |    |    |    |    |    |
|     |    |    |    |    |    |    |

| 8月 |    |    |    |    |    |    |
| 日  | 月 | 火 | 水 | 木 | 金 | 土 |
|     |    | 1  | 2  | 3  | 4  | 5  |
| 6   | 7  | 8  | 9  | 10 | 11 | 12 |
| 13  | 14 | 15 | 16 | 17 | 18 | 19 |
| 20  | 21 | 22 | 23 | 24 | 25 | 26 |
| 27  | 28 | 29 | 30 | 31 |    |    |
|     |    |    |    |    |    |    |

| 9月 |    |    |    |    |    |    |
| 日  | 月 | 火 | 水 | 木 | 金 | 土 |
|     |    |    |    |    | 1  | 2  |
| 3   | 4  | 5  | 6  | 7  | 8  | 9  |
| 10  | 11 | 12 | 13 | 14 | 15 | 16 |
| 17  | 18 | 19 | 20 | 21 | 22 | 23 |
| 24  | 25 | 26 | 27 | 28 | 29 | 30 |
|     |    |    |    |    |    |    |

| 10月 |    |    |    |    |    |    |
| 日   | 月 | 火 | 水 | 木 | 金 | 土 |
| 1    | 2  | 3  | 4  | 5  | 6  | 7  |
| 8    | 9  | 10 | 11 | 12 | 13 | 14 |
| 15   | 16 | 17 | 18 | 19 | 20 | 21 |
| 22   | 23 | 24 | 25 | 26 | 27 | 28 |
| 29   | 30 | 31 |    |    |    |    |
|      |    |    |    |    |    |    |

| 11月 |    |    |    |    |    |    |
| 日   | 月 | 火 | 水 | 木 | 金 | 土 |
|      |    |    | 1  | 2  | 3  | 4  |
| 5    | 6  | 7  | 8  | 9  | 10 | 11 |
| 12   | 13 | 14 | 15 | 16 | 17 | 18 |
| 19   | 20 | 21 | 22 | 23 | 24 | 25 |
| 26   | 27 | 28 | 29 | 30 |    |    |
|      |    |    |    |    |    |    |

| 12月 |    |    |    |    |    |    |
| 日   | 月 | 火 | 水 | 木 | 金 | 土 |
|      |    |    |    |    | 1  | 2  |
| 3    | 4  | 5  | 6  | 7  | 8  | 9  |
| 10   | 11 | 12 | 13 | 14 | 15 | 16 |
| 17   | 18 | 19 | 20 | 21 | 22 | 23 |
| 24   | 25 | 26 | 27 | 28 | 29 | 30 |
| 31   |    |    |    |    |    |    |
|      |    |    |    |    |    |    |

## できごと

### 1月
- 1月5日 - 普仏戦争: パリ砲撃開始
- 1月18日 - 普仏戦争: ヴェルサイユ宮殿でヴィルヘルム1世がドイツ皇帝に即位（ドイツ帝国成立）
- 1月26日 - イングランドで世界初のラグビーフットボール協会が設立[1]。
- 1月28日（明治3年12月8日）
  - 普仏戦争: パリ陥落、休戦協定
  - 横浜毎日新聞創刊（日本初の日本語日刊新聞）

### 2月
- 2月8日（明治3年12月19日） - 信濃で世直し一揆の中野騒動起こる
- 2月26日（明治4年1月8日）
  - 普仏戦争: ベルサイユ条約（en, fr）により終戦。フランスがドイツにアルザス＝ロレーヌを割譲
  - 陸軍繰練場（日比谷練兵場）開場
- 2月27日（明治4年1月9日） - 広沢真臣参議が暗殺される

### 3月
- 3月18日 - 全米プロ野球選手協会設立
- 3月28日 - パリ・コミューンの成立宣言
- 3月29日 - ロイヤル・アルバート・ホール開場

### 4月
- 4月11日（明治4年2月22日） - 御親兵勅令
- 4月16日 - ドイツ帝国でユダヤ人が公民権を得る
- 4月17日（明治4年2月28日） - 御親兵編成
- 4月20日（明治4年3月1日） - 東京・京都・大阪に郵便役所（現在の郵便局）を設置し業務を開始

### 5月
- 5月4日 - 米国でプロ野球リーグ最初の試合開催
- 5月10日 - 普仏戦争: フランクフルト講和条約締結
- 5月21日 - フランス政府軍、パリ市内に入りコミューンを弾圧（「血の1週間」）
- 5月28日 - パリ・コミューンが崩壊

### 6月
- 6月10日 - 朝鮮で辛未洋擾
- 6月27日（明治4年5月10日） - 新貨条例制定（円・銭・厘の採用）

### 7月
- 7月6日（明治4年5月19日） - 関西地方に強風、沿岸部で高波を伴う被害。武庫、神戸、大阪では船が破壊されて溺死者が出た。神戸市内では3尺-5尺もの浸水を受け、神戸外国人居留地、税関の監視所、保税倉庫などにも被害[2]。
- 7月20日 - ブリティッシュコロンビアが自治領カナダに加盟

### 8月
- 8月24日（明治4年7月9日） - 司法省設置
- 8月29日（明治4年7月14日） - 廃藩置県断行

### 9月
- 9月2日（明治4年7月18日） - 湯島聖堂内に文部省設置
- 9月11日（明治4年7月27日） - 民部省廃止（大蔵省に吸収）
- 9月12日（明治4年7月28日） - 兵部省海軍部に水路局を設置。（水路記念日）
- 9月13日（明治4年7月29日）
  - 日清修好条規締結
  - 築地の海軍兵学寮が新築
- 9月17日 - アルプス山脈のフレジュス鉄道トンネルが開通
- 9月23日（明治4年8月9日） - 散髪脱刀令布告
- 9月28日 - ブラジルで奴隷の子供の解放を目的とした新生児自由法が制定。

### 10月
- 10月2日（明治4年8月18日） - 東京鎮台設置
- 10月8日 - 米国シカゴで大火（ - 10月11日）
- 10月12日（明治4年8月28日） - 穢多非人の称廃止
- 10月22日（明治4年9月9日） - 東京府で午砲が始る

### 11月
- 11月10日 - スタンレーがリビングストン博士に遭遇し"Dr. Livingstone, I presume?"と呼びかける
- 11月17日 - 全米ライフル協会設立

### 12月
- 12月5日（明治4年10月23日） - 東京で邏卒を新置
- 12月6日（明治4年10月24日） - 東京・長崎間に電信が架設
- 12月8日（明治4年10月26日） - スリエ曲馬団公演（サーカスの日）
- 12月10日（明治4年10月28日） - 普化宗を廃止
- 12月19日(明治4年11月8日) - 台湾に漂着した琉球島民54人が現地人に殺害される宮古島島民遭難事件が起こる。
- 12月21日（明治4年11月10日） - 東京招魂社に燈台が設置
- 12月23日（明治4年11月12日） - 岩倉具視ら107名が欧米に派遣される（岩倉使節団）
- 12月24日 - ヴェルディ歌劇「アイーダ」初演（カイロ）
- 12月25日（明治4年11月14日） - 新橋停車場完成（リチャード・ブリジェンス設計）

### 日付不詳
- 琉球島民の殺害事件
- ドイツで文化闘争始まる

## 誕生

### 1月
- 1月15日（明治3年11月25日） - 堺利彦、思想家・作家（+ 1933年）
- 1月20日 - ニコラス・タルコフ、画家（+ 1930年）
- 1月23日（明治3年12月3日） - 宮崎滔天、革命家・浪曲師（+ 1922年）

### 2月
- 2月7日（明治3年12月18日） - 志賀潔、細菌学者（+ 1957年）
- 2月7日（明治3年12月18日）- 戸川秋骨、評論家・英文学者（+ 1939年）
- 2月28日（明治4年1月10日） - 高山樗牛、評論家（+ 1902年）
- 2月28日（明治4年1月10日） - 島村抱月、劇作家（+ 1918年）

### 3月
- 3月19日（明治4年1月29日） - 小金井喜美子、翻訳家（+ 1956年）
- 3月20日 - ジョー・マクギニティ、メジャーリーガー（+ 1929年）
- 3月25日 - イーゴリ・グラーバリ、画家・美術修復家（+ 1960年）
- 3月27日 - ハインリヒ・マン、ドイツの作家（+ 1950年）
- 3月28日 - ウィレム・メンゲルベルク、指揮者（+ 1951年）
- 3月30日（明治4年2月17日） - 小野塚喜平次、政治学者（+ 1944年）

### 4月
- 4月10日（明治4年2月2日） - 横山源之助、ジャーナリスト（+ 1915年）
- 4月16日 - ジョン・ミリントン・シング、詩人・作家・民俗文化研究者（+ 1909年）
- 4月29日（明治4年3月10日） - 吉岡彌生、教育者・医師（+ 1959年）

### 5月
- 5月27日 - ジョルジュ・ルオー、画家（+ 1958年）
- 5月30日 - エイモス・ルーシー、メジャーリーガー（+ 1942年）

### 7月
- 7月10日 - マルセル・プルースト、小説家（+ 1922年）
- 7月17日 - リオネル・ファイニンガー、画家（+ 1956年）
- 7月18日 - ジャコモ・バッラ、画家（+ 1958年）
- 7月23日（明治4年6月6日）- 牧口常三郎、教育者・地理学者・宗教家（+ 1944年）

### 8月
- 8月14日（同治10年6月28日）- 光緒帝、清朝第11代皇帝（+ 1908年）
- 8月19日 - オーヴィル・ライト、発明家、ライト兄弟の弟（+ 1948年）
- 8月19日 - 金輔鉉、朝鮮民主主義人民共和国の金日成国家主席の祖父 (+ 1955年)
- 8月30日 - アーネスト・ラザフォード、物理学者（+ 1937年）
- 8月30日（明治4年7月15日） - 国木田独歩、小説家（+ 1908年）

### 9月
- 9月2日（明治4年7月18日） - 川上貞奴、女優（+ 1946年）
- 9月15日（明治4年8月1日） - 安藤広太郎、農政家・農学者（+ 1958年）
- 9月22日 - モンタギュー・ノーマン、銀行家・枢密顧問官（+ 1950年）
- 9月23日 - フランティセック・クプカ、画家（+ 1957年）

### 10月
- 10月2日 - コーデル・ハル、アメリカ合衆国国務長官（+ 1955年）
- 10月15日（明治4年9月2日） - 高野岩三郎、社会統計学者・社会運動家（+ 1949年）
- 10月16日 - アドルフ・ビアラン、チェリスト・作曲家（+ 1916年）
- 10月19日 - ウォルター・B・キャノン、生理学者（+ 1945年）
- 10月25日 - マーティ・バーゲン、メジャーリーガー（+ 1900年）

### 11月
- 11月1日 - スティーヴン・クレイン、小説家（+ 1900年）
- 11月5日（明治4年9月23日） -幸徳秋水、社会主義者（+ 1911年）
- 11月20日 - ウィリアム・ヒアド・キルパトリック、教育学者（+ 1965年）

### 12月
- 12月2日（明治4年10月20日） - 廣田精一、教育者（+ 1931年）
- 12月5日（明治4年10月23日） - 土井晩翠、詩人（+ 1952年）
- 12月9日 - ジョー・ケリー、メジャーリーガー（+ 1943年）
- 12月13日 - エミリー・カー、芸術家・作家（+ 1945年）
- 12月14日 - アウグスト・フォン・ハイエク、医師・植物学者（+ 1928年）
- 12月27日 - ニコライ・パニン、フィギュアスケート選手（+ 1956年）
- 12月31日（明治4年11月20日） - 深井英五、財界人（+ 1945年）

## 死去

### 1月
- 1月8日 - ホセ・トリニダード・カバナス、ホンジュラスの将軍、大統領、国家の英雄（* 1805年）

### 2月
- 2月17日（明治3年12月28日） - 雲井龍雄、志士、米沢藩士（* 1844年）
- 2月20日（明治4年1月2日） - 伊東玄朴、医師（* 1800年）
- 2月24日 - ユリウス・ワイスバッハ、数学者・工学者（* 1806年）
- 2月27日（明治4年1月9日） - 広沢真臣、長州藩士・政治家（* 1833年）

### 3月
- 3月8日（明治4年1月18日） - 鍋島直正、佐賀藩主（* 1815年）

### 4月
4月7日 - ウェールズ王子アレクサンダー・ジョホン（* 4月6日、夭折）

### 5月
- 5月17日 （明治4年3月28日） - 毛利敬親、第13代長州藩主

### 6月
- 6月13日 - ロベール・ウーダン、マジシャン・時計職人（* 1805年）

### 7月
- 7月15日 - タッド・リンカーン、第16代アメリカ合衆国大統領エイブラハム・リンカーンの四男（* 1853年）
- 7月17日 - カール・タウジヒ、ピアニスト（* 1841年）

### 9月
- 9月16日 - ヤン・エラジム・ヴォッセル、チェコの詩人、考古学者、歴史家、文化復興者（* 1803年）

### 10月
- 10月18日 - チャールズ・バベッジ、イギリスの数学者、分析哲学者、コンピュータ科学者（* 1791年）
- 10月22日 - ロデリック・マーチソン、地質学者（* 1792年）
- 10月26日 - トマス・ユーイング、第14代アメリカ合衆国財務長官、初代アメリカ合衆国内務長官（* 1789年）

### 11月
- 11月20日（明治4年10月8日） - 安藤信正、老中、磐城平藩第5代藩主（* 1819年）